# Citrus taitensis
Citrus taitensis är en vinruteväxtart som beskrevs av Joseph Antoine Risso. Citrus taitensis ingår i släktet citrusar, och familjen vinruteväxter. Inga underarter finns listade i Catalogue of Life.